# Leonardo AW149
Leonardo AW149 (dříve AgustaWestland AW149) je střední dvoumotorový víceúčelový vojenský vrtulník vyráběný italsko-britskou společností AgustaWestland. Vrtulník je nabízen například v sanitní verzi (MEDEVAC), ve verzi pro bojovou pátrací a záchrannou službu (CSAR), v bojové podpůrné či velitelské verzi. Civilní varianta vrtulníku nese označení Leonardo AW189.

## Vývoj

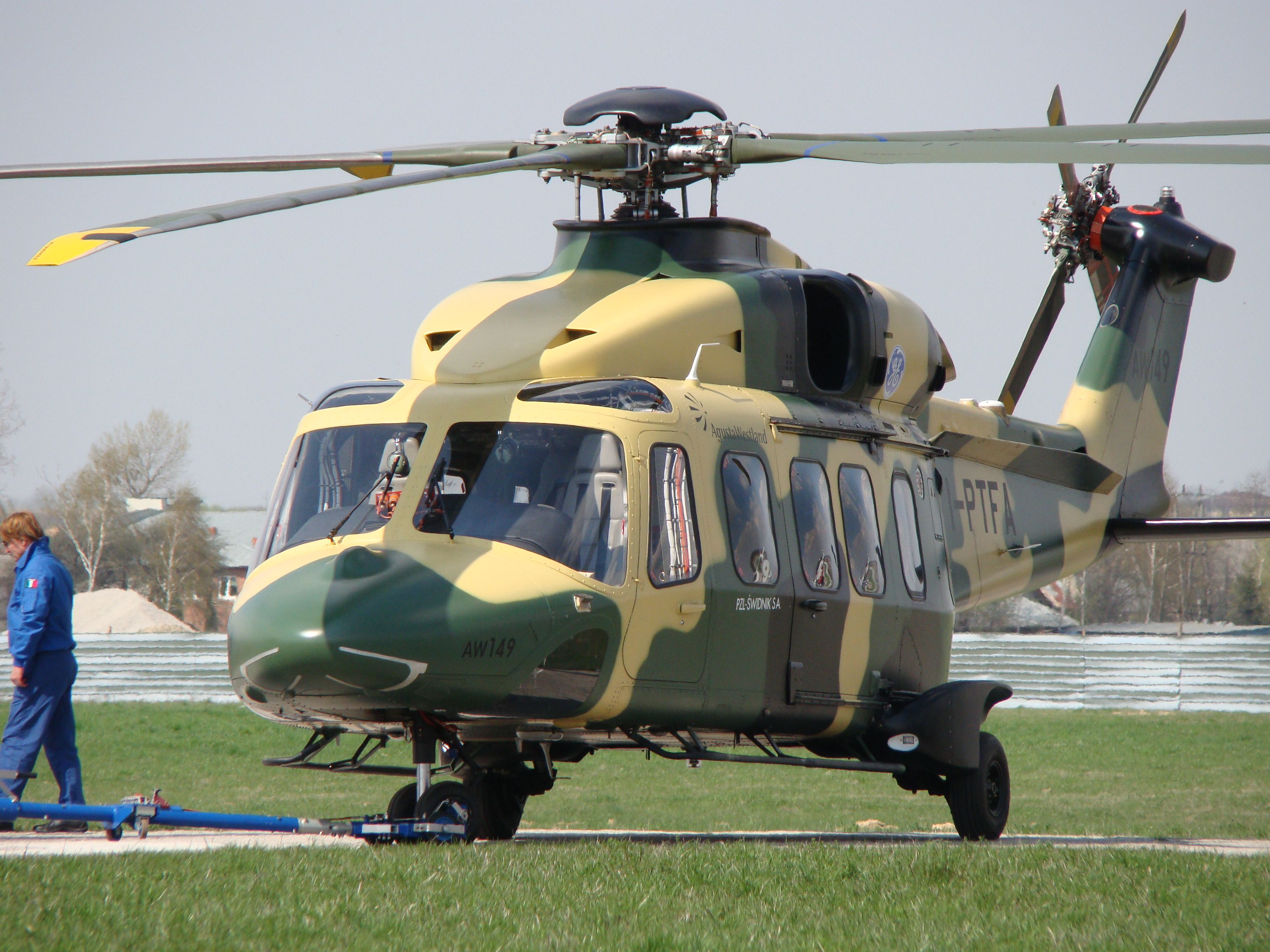
AW149

Vývoj typu vyplňujícího mezeru mezi typy AW139 a NH90 byl oznámen roku 2006 na aerosalonu ve Farnborough. Nový vrtulník AW149 přitom byl vyvinut na základě úspěšného stroje AW139 se kterým sdíli i řady komponentů. První let prvního prototypu P1 (imatrikulace I-RAIH) proběhl 13. listopadu 2009, přičemž druhý prototyp P2 (I-AWCE) poprvé vzlétl 26. února 2011. Vyrobeny byly rovněž prototypy (I-PTFA), P4 (I-RAIC), P5 (I-PTFF) a P6 (I-AWTH).
V letech 2005–2011 se AW149 účastnil významného tureckého programu TUHP (Tuskish Utility Helicopter Program), v rámci kterého má být objednáno až 300 vrtulníků. V tendru však nakonec zvítězil typ Sikorski T-70. Neúspěšný prototyp P2 byl následně poprvé veřejně předveden v červnu 2011 na Pařížském aerosalonu.
Ještě v roce 2016 se AgustaWestland přejmenovala na Leonardo a její vrtulník na Leonardo AW149.

## Konstrukce
Jedná se o vrtulník klasické koncepce s pětilistým nosným rotorem a čtyřlistým vyrovnávacím rotorem. Posádku vrtulníku tvoří dvě osoby. Tzv. skleněný kokpit je osazen čtveřicí digitálních obrazovek AMLCD. Prostorná kabina vrtulníku má objem 11,2 m3 (25% nárůst oproti AW139) a pojme až 18 osob, nebo 12 vyzbrojených vojáků. Modulární řešení kabiny usnadňuje úpravu vrtulníku pro plnění různých úkolů (například sanitní verze pojme šest nosítek). Vrtulník pohánějí dva turbohřídelové motory General Electric CT7-2E1 o výkonu 1477 kW. Motory jsou vybavené digitálním systémem řízení běhu FADEC. Vrtulník lze opatřit závěsníky pro výzbroj, tvořenou například bloky pro 70mm a 81mm neřízené střely a pouzdry s kulomety. Dva 7,62mm kulomety mohou být umístěny v bočních střelištích. V podvěsu vrtulník unese až 2720 kg nákladu.

## Uživatelé
- Egypt
  - Egyptské námořnictvo - v roce 2019 si Egypt objednal 24 strojů s opcí na dalších 10 [4]
- Polsko
  - Polské pozemní vojsko - v červnu 2022 objednáno 32 vrtulníků.[5]
- Thajsko
  - Královská thajská armáda - 5 vrtulníků [6]

## Specifikace (AW149)

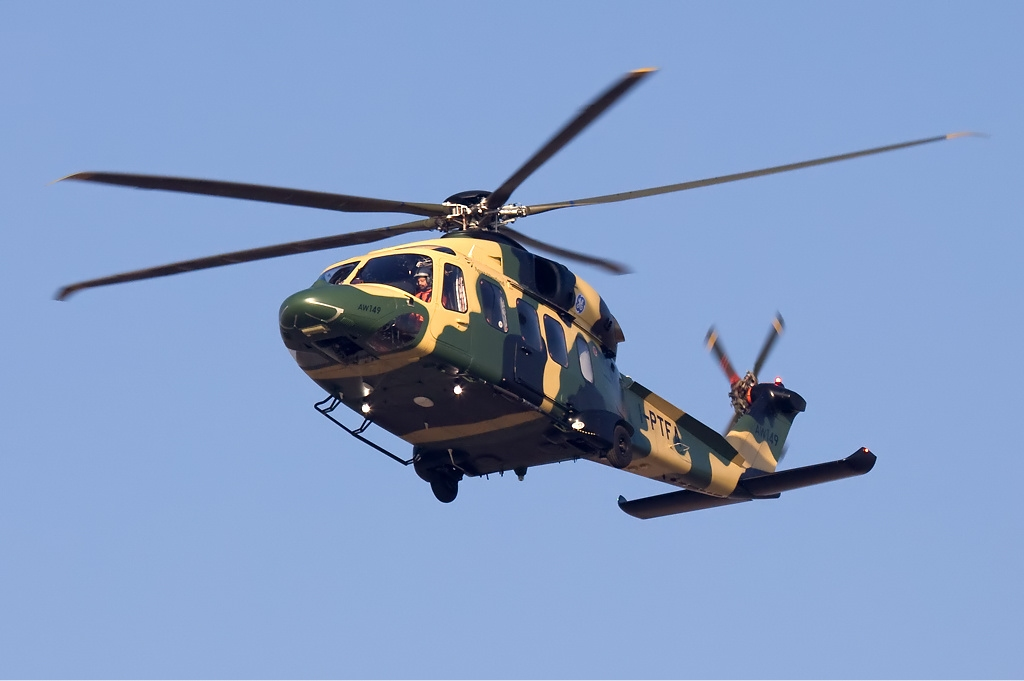
AW149

### Technické údaje
- Posádka: 2 piloti, až 18 osob
- Délka: 17,67 m (celková)
- Průměr nosného rotoru: 14,6 m
- Výška: 5,14 m (celková)
- Vletová hmotnost: 8000 kg
- Pohonná jednotka: 2× turbohřídelový motor General Electric CT7-2E1
- Výkon pohonných jednotek: 1477 kW

### Výkony
- Cestovní rychlost: 278 km/h
- Dolet: 800 km[7]
- Statický dostup: 4572 m (s vlivem země)
- Statický dostup: 2680 m (bez vlivu země)
- Praktický dostup: ? m
- Stoupavost: 9,9 m/s

### Výzbroj
- 2× kulomet v bočním střelišti
- podvěsy pro kulomety a neřízené střely